# Joseph Aspdin

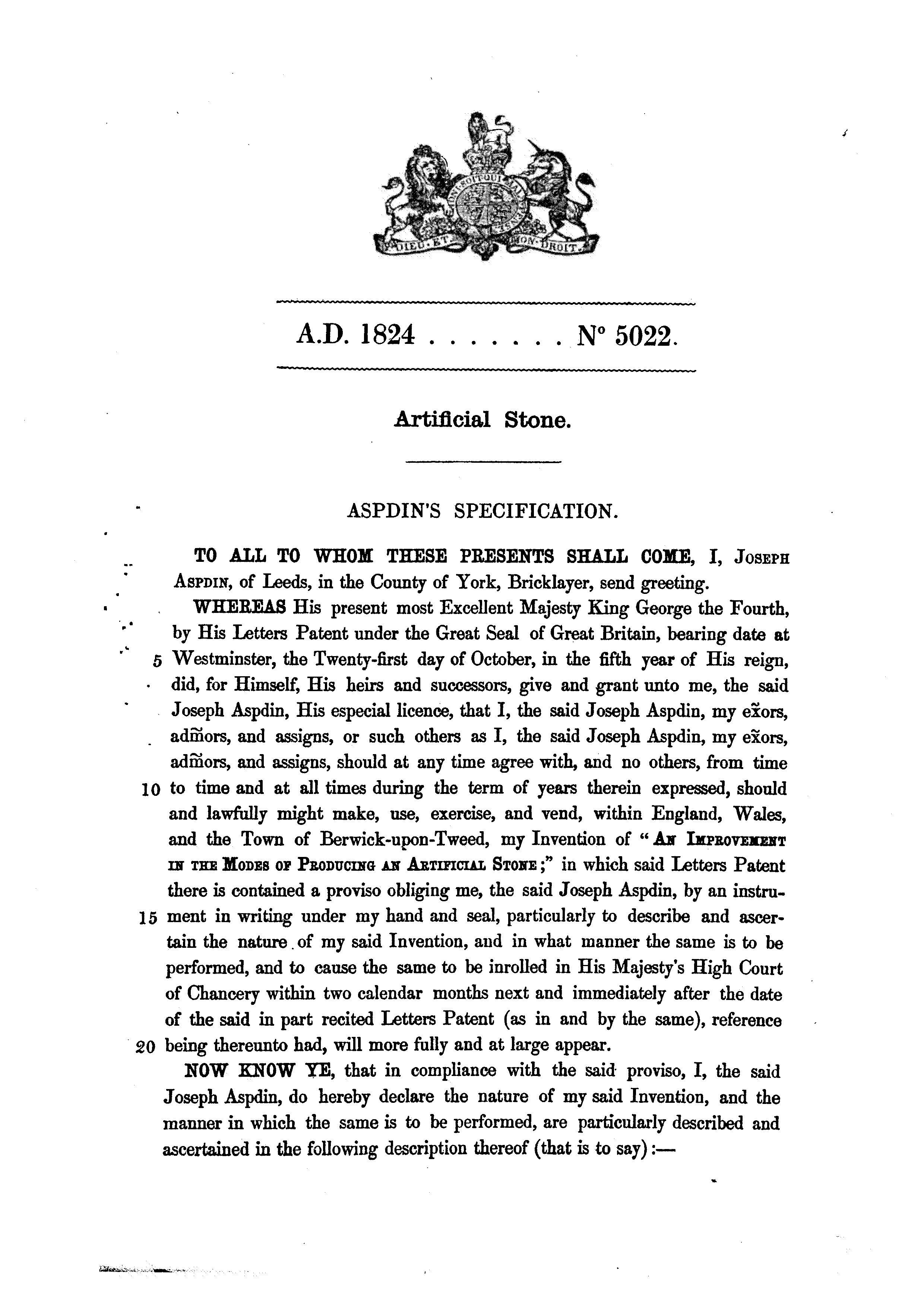
Foto de la patente sobre el cemento obtenida por Joseph Aspdin.

Joseph Aspdin (diciembre de 1778, Leeds, Reino Unido – 20 de marzo de 1855, Wakefield, Reino Unido) fue un albañil, pionero en la fabricación del cemento, que obtuvo la primera patente del cemento Portland el 21 de octubre de 1824.

## Biografía
Aspdin fue el mayor de los seis hijos de Thomas Aspdin (o Aspden), un albañil que vivía en Hunslet, distrito de Leeds, Yorkshire. Se incorporó al negocio de su padre y se casó con Maria Fotherby el 21 de mayo de 1811.
Aspdin trabajó como aprendiz de su padre hasta 1816. En 1817, un año después, instaló su propio negocio en el centro de la ciudad de Leeds. Durante los años siguientes, experimentó con la fabricación del cemento. El 21 de octubre de 1824 se le concedió la Patente Británica BP 5022 titulada Una innovación en el modo de producir piedra artificial, a la cual Aspdin designó con el nombre de "Cemento Portland".
En 1825, en sociedad con un vecino de Leeds, William Beverley, instaló una planta de producción para este nuevo producto en Kirkgate, Wakefield. Beverley permanecía en Leeds, pero Aspdin y su familia se trasladaron a Wakefield (a 9 millas). Obtuvo una segunda patente, para un método de fabricar cal, en 1825. La planta de Kirkgate fue cerrada en 1838 después de la compra forzada de tierras por la Compañía Ferroviaria Manchester y Leeds. Entonces Aspdin movió su fábrica a un segundo sitio cercano en Kirkgate.
Su hijo mayor, James, trabajaba como contable en Leeds, y su hijo menor William, se encargó de la planta. Sin embargo, en 1841, Joseph entró a la sociedad con James, y colocó un aviso notificando que William se había ido, y que la compañía no sería responsable de sus deudas. Puede asumirse que antes de irse, William desarrolló sus modificaciones que condujeron hacia el "moderno cemento". En 1844 Joseph se retiró, transfiriendo su parte del negocio a James. James se mudó a un tercer sitio en Ings Road en 1848, y esta planta continuó operando hasta 1900. Joseph Aspdin murió el 20 de marzo de 1855, en su casa en Wakefield.